# Lenin el-Ramly
Lenin el-Ramly (* 18. August 1945 in Kairo; † 7. Februar 2020), arabisch لينين الرملي, DMG Līnīn ar-Ramlī, war ein ägyptischer Theater- und Filmautor und Regisseur.

## Leben
Geboren in eine politisch engagierte Familie, veröffentlichte er bereits im Alter von 11 Jahren in der Zeitschrift Sabāh al-Chair seine erste Kurzgeschichte. Ab 1967 schrieb er fürs Fernsehen, Radio und Kino, bevor er sich schließlich ab 1974 hauptsächlich dem Theater zuwandte. Berühmt machte ihn sein Werk تخاريف / ‚Aberglaube‘, das leicht zugängliche Komik mit existenzialistischen und soziopolitischen Fragestellungen verband. Bis 2012 folgten über 40 weitere Theaterstücke, danach wirkte er unter anderem als Juror und politischer Kommentator. Auch im Westen bekannt wurde er 1992 durch sein Werk بالعربي الفصيح / ‚In klarem Arabisch‘, das unter dem Titel In Plain Arabic auch ins Englische übersetzt wurde und sich kritisch mit dem Panarabismus und seinen Nachwirkungen befasst. Auch sein 1994 veröffentlichter Film الإرهابي / ‚Der Terrorist‘, der auf seinem Debüt von 1967 basiert, erreichte ein großes Publikum.
Lenin el-Ramly erhielt für sein Werk zahlreiche nationale und internationale Preise und Auszeichnungen, darunter 2005 den niederländischen Prinz-Claus-Preis.